# Dugan Aycock
Dugan "Doog" Aycock, född 8 april, 1908 i Charlotte, North Carolina, död 23 mars, 2001 var en amerikansk professionell golfspelare och banarkitekt. Aycock var medlem i PGA of America i 68 år och arbetade som president för Carolinas sektion i mer än 15 år och senare som vice president (District Director).
1938 designade Aycock Lexington Country Club och var därefter klubbens head professional i 38 av de kommande 40 åren.
Under andra världskriget var Aycock chef för specialstyrkorna i sin arméenhet. Han smugglade golfutrustning till Italien och Nordafrika i båtlaster med köksutrustning. Han hjälpte till att återuppbygga golfbanor där och arrangerade även en golftävling för armén. Bland de spelare som deltog fanns Tommy Bolt och Bobby Locke.
För att samla in pengar till hälsoorganisationen March of Dimes kampanj mot polio 1947 fick Aycock idén att spela golf 16 kilometer från Lexington, North Carolina till det nionde hålet på Thomasville Golf Course. Bidragsgivare fick gissa hur många slag det skulle ta för Aycock att slutföra spelet. Han slog ut det första slaget från ett torg i centrala Lexington och tilläts att pegga upp bollen inför varje slag utom de tillfällen då han låg i vattenhinder eller diken då han fick pliktslag. Det tog honom 114 slag att slutföra spelet och inför rundan hade han skrivit på en lapp att han trodde att det skulle gå åt 115 slag. Insamlingen gav över 5000 dollar.
1957 utsågs Aycock till årets nationella PGA-spelare. Han valdes in i Carolinas PGA Hall of Fame 1981, Carolinas Golf Hall of Fame 1982 och North Carolina Sports Hall of Fame 1969. Utöver att under flera perioder arbeta som PGA:s vice president var han medlem i organisationens verkställande utskott, PGA:s Ryder Cupkommitté och han invigde även flera Ryder Cupmatcher.
Idag är amatörtävlingen i Davidson County uppkallad efter Aycock.